# Chris MacManus
Chris MacManus, né le 13 mars 1973 à Londres, est un homme politique irlandais. Membre du Sinn Féin, il est député européen de 2020 à 2024.

## Biographie
Il est membre du conseil municipal de Sligo de 1999 à 2014 et du conseil du comté de Sligo de 2017 à 2020. Il est coopté en 2017 pour remplacer son père Seán MacManus. 
Il devient député européen le 6 mars 2020 à la suite de l'élection de Matt Carthy au Dáil Éireann. Il perd son siège à l'issue des élections européennes de 2024.
Chris MacManus est candidat au siège de député de la circonscription de Sligo-Leitrim lors des élections législatives du 29 novembre 2024, mais n'est pas élu.